# Барун-Челутай
Судунтуйская пи́саницы (Барун-Челутай) — уникальные древние наскальные рисунки, обнаруженные в Агинском районе в 12 км от села Судунтуй на левом берегу реки Барун-Челутай.
На 15 плоскостях нанесены изображения животных, антропоморфных, зоопоморфных и зооантропоморфных фигур, X- образных знаков, точек, сплошных линий, птиц и скоплений округлых пятен. Антропоморфные фигурки выполнены в традиционной манере, объемно, расположены в фас и профиль.

## История открытия и исследования
Памятник с писаницами был открыт в 1950 году А. П. Окладниковым, а в 1984 году подробно изучался А. И. Мазиным.
При обследовании писаницы с юга и юго-запада скалы обнаружены жертвенники, по итогам раскопок которых были найдены: долотовидный черешковый наконечник стрелы, фрагменты керамики ручной лепки, отщепы и ножевидная пластина.

## Описание памятника
Всего было выявлено 15 групп с изображениями. А. И. Мазин датирует изображения первой половиной II тыс. до н. э. — первой половины I тыс. до.н. э. Рисунки нанесены на гранитном останце 15-метровой высоты сплошными линиями и заливкой по контуру вишневой, светло-красной и темно-бордовой охрой.
По мнению И. А. Пономаревой, композиция Судунтуйской писаницы включает в себя антропоморфное изображение, типичное для селенгинской традиции, что подтверждает данный А. И. Мазиным возраст.
Группа I — изображения X-образного знака, линий, антропоморфных фигур, символов;
Группы II—III — изображения X-образного знака, вертикальных линий и пятен, птицы;
Группа IV — птицы, цепочка антропоморфных фигурок, вертикальные линии, антропоморфная фигура с предметом, напоминающим палку, в руках,X-образный знак, антропоморфная фигурка с рожками и без рук;
Группа V — X-образный знак, вертикальная полоса, зооморфная фигура;
Группа VI — три пятна и две линии окружности;
Группа VII — изображения антропоморфной фигурки с рожками на голове, линий, фигурок в состоянии бега, округлой головой и без рук, зооморфов, пятен и животных, выполненных в реалистичной манере;
Группа XVIII — фигура животного;
Группа IX — пятна и символы;
Группа X — антропоморфная фигура, X-образный знак, мазки, округлые пятна;
Группа XI — рисунки, напоминающие безрукую антропоморфную фигурку и 6 пятен;
Группа XII — фигура в согнутом положении, с округлой головой, с резким снижение вниз, единственная нога согнута в коленном суставе;
Группа XIII — изображение животного;
Группа XIV — 83 крупных овальных пятна, три линии и фигура, состоящая из мазков и черточек;
Группа XV — изображение елкообразной фигуры.

## Современное состояние
По состоянию на 2023 год писаницы находятся в удовлетворительном состоянии. Небольшие разрушения связаны из-за коррозионных процессов.